# Seoca (Bar)
Pour les articles homonymes, voir Seoca.
Seoca (en serbe cyrillique : Сеоца) est un village du sud du Monténégro, dans la municipalité de Bar.

## Démographie

### Évolution historique de la population
| 1948 | 1953 | 1961 | 1971 | 1981 | 1991 | 2003 |
| ---- | ---- | ---- | ---- | ---- | ---- | ---- |
| 438  | 432  | 321  | 233  | 113  | 49   | 31   |